# Fight to Survive
Fight to Survive är ett album av White Lion, släppt den 7 november 1985. Albumet innehöll bland annat låten Broken heart som blev väldigt populär bland deras fans och det gjordes även en nyinspelning på låten 1991. På detta albumet som spelades in i Tyskland, har bandet en betydligt mörkare och hårdare stil än de kommande albumen. Populariteten ökade avsevärt med nästkommande albumet Pride och det nya soundet accepterades också med tiden av fansen.

## Låtlista
1. Broken Heart – 3:33
2. Cherokee – 4:56
3. Fight to Survive – 5:13
4. Where Do We Run – 3:29
5. In the City – 4:39
6. All The Fallen Men – 4:53
7. All Burn in Hell – 4:21
8. Kid of 1000 Faces – 4:02
9. El Salvador – 4:49
10. Road to Valhalla – 4:30

## Medverkande
- Mike Tramp         sång
- Vito Bratta        gitarr
- Felix Robinson     bas
- Nicki Capozzi      trummor

- Peter Hauke    producent, Engineer, Mixing